# Peterloo-bloedbad

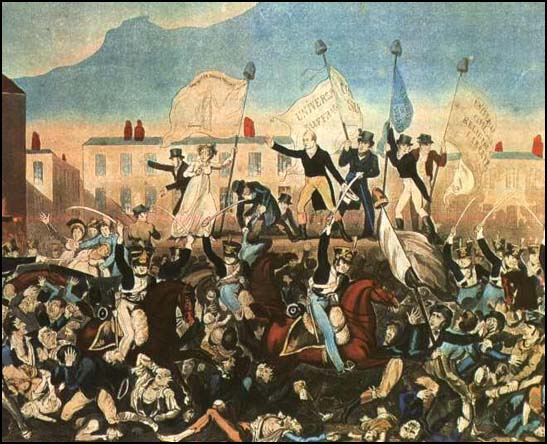
Illustratie van de Peterloo Massacre door Richard Carlile

Het Peterloo-bloedbad (Engels: Peterloo Massacre) of het bloedbad van Manchester was een gebeurtenis in het Engelse Manchester op 16 augustus 1819, waarbij Britse cavaleriesoldaten een demonstratie op het St. Peter Field bestormden.
De naam Peterloo (van St. Peter Field) is een verwijzing naar de Slag bij Waterloo vier jaar eerder. 

## Demonstratie
De demonstratie was, mede naar aanleiding van de toespraken van de radicale activist en latere chartist Henry Hunt,  georganiseerd door de Manchester Patriotic Union Society. Het voornaamste doel was hervorming van het kiesstelsel. Door een snelle groei van veel industriesteden woonden daar toen meer mensen dan op het platteland, maar werden deze bij ongewijzigde indeling van de kiesdistricten ondervertegenwoordigd in het Lagerhuis. Een andere belangrijke eis was de intrekking van de Corn Laws (Graanwetten); deze zorgden ervoor dat de import van graan alleen winstgevend kon zijn bij extreem hoge graanprijzen. Ook deze wetten waren vooral in het belang van de oude adel die op het platteland woonde.

## Escalatie
De demonstratie, die zo'n 80.000 mensen trok, verliep grotendeels rustig. Dit was vooral te danken aan een goede organisatie. Lokale magistraten, onder leiding van William Hulton werden echter bang dat de betoging uit de hand zou lopen. Besloten werd om de leiders te arresteren. Hugh Birley, die hier met zijn 60 cavaleriemanschappen opdracht toe kreeg, voerde vervolgens een charge uit naar het podium waar de leiders spraken. Toen vervolgens enkele demonstranten probeerden hen tegen te houden, liep deze charge uit op een bloedbad. In totaal kwamen 11 mensen om, en raakten 400 mensen gewond, onder wie 113 vrouwen.

## Nasleep
Veel indruk maakte de 'veldslag' niet op de Britse regering. Er kwam voorlopig nog geen hervorming van het kiesstelsel, en ook van intrekking van de Corn Laws was voorlopig nog geen sprake. De soldaten kregen een officiële dankbetuiging voor het 'moedige' optreden. Snel werd de Six Acts door het parlement gesluisd die het verbod legden op het verspreiden van opruiende literatuur en op samenscholingen, en het mogelijk maakte huizen te doorzoeken voor wapens en een forse belastingverhoging op kranten betekenden.
Tegenwoordig wordt het wel als het symbolisch keerpunt gezien van de ontbrandende klassenstrijd.

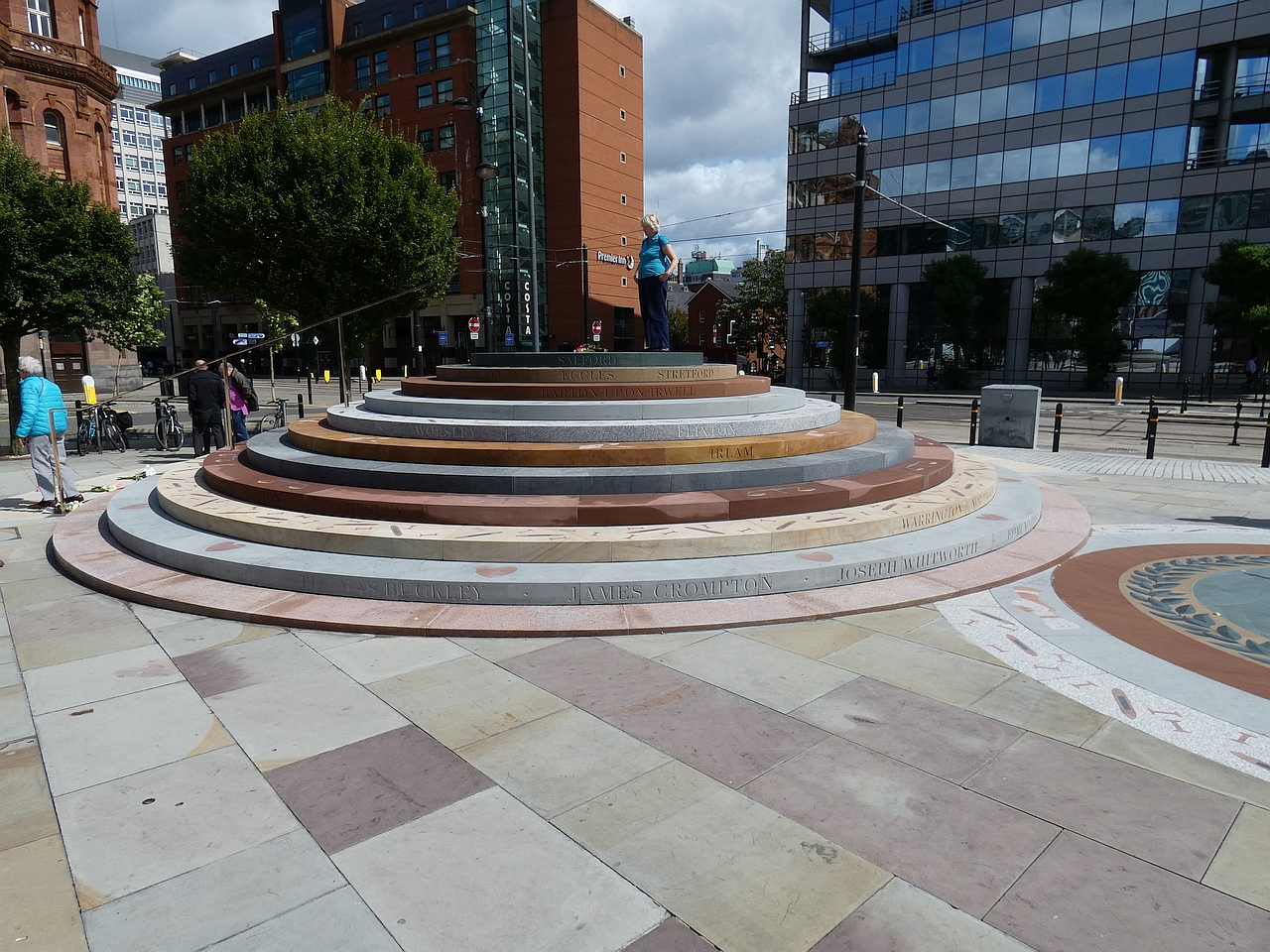
Peterloo Memorial

Ter plaatse hangt sinds 2009 een rode gedenkplaquette aan een muur van een nabijgelegen gebouw. 
In augustus 2019 is ter plaatse een o.a. uit negen concentrische cirkels bestaand monument onthuld, in de kunststijl conceptual art, van de hand van de Engelse kunstenaar Jeremy Deller.